# CSA SportCruiser
CSA SportCruiser (dříve CZAW SportCruiser) je český dvoumístný jednomotorový ultralehký/lehký dolnoplnošní letoun. Nejprve byl v roce 2006 představen společností Czech Aircraft Works (CZAW), dnes Czech Sport Aircraft (CSA). Slouží především soukromým vlastníkům a různým leteckým školám. Jedním z jeho předností je bytelná konstrukce a jednoduchost údržby.
Mezi roky 2010 až 2011 se toto letadlo dodávalo a vyrábělo také pod americkou značkou Piper Aircraft, kde se letadlo jmenovalo PiperSport.

## Popis
SportCruiser má celokovovou konstrukci s dolnoplošnými pevnými křídly. Uvnitř kabiny jsou dvě sedadla vedle sebe, za sebou mají menší nákladový prostor. Přistávací podvozek je tříkolový s vlečeným předním kolem.

## Verze

### SportCruiser
Základní verze vyráběná pro USA, Austrálii a Jižní Ameriku od roku 2006.

### PiperSport
Speciální verze vyráběná mezi roky 2010–2011 pro amerického výrobce Piper Aircraft.

### PS-28 Cruiser
Verze pro evropský a asijský trh představená v roce 2012. Má certifikaci EASA CS.LSA.

## Letecké nehody
Při celkem 32 incidentech/leteckých nehodách s letadlem SportCruiser zemřelo za celou dobu provozu celkem 8 lidí. Důvodem byla vždy lidská chyba. (data k 8. květnu 2017)

## Specifikace
Data z oficiální stránky
- Posádka: 1 pilot
- Cestující: 1
- Rozpětí: 8,6 m
- Délka: 6,62 m
- Výška: 2,31 m
- Plocha křídel: 12.3 m²

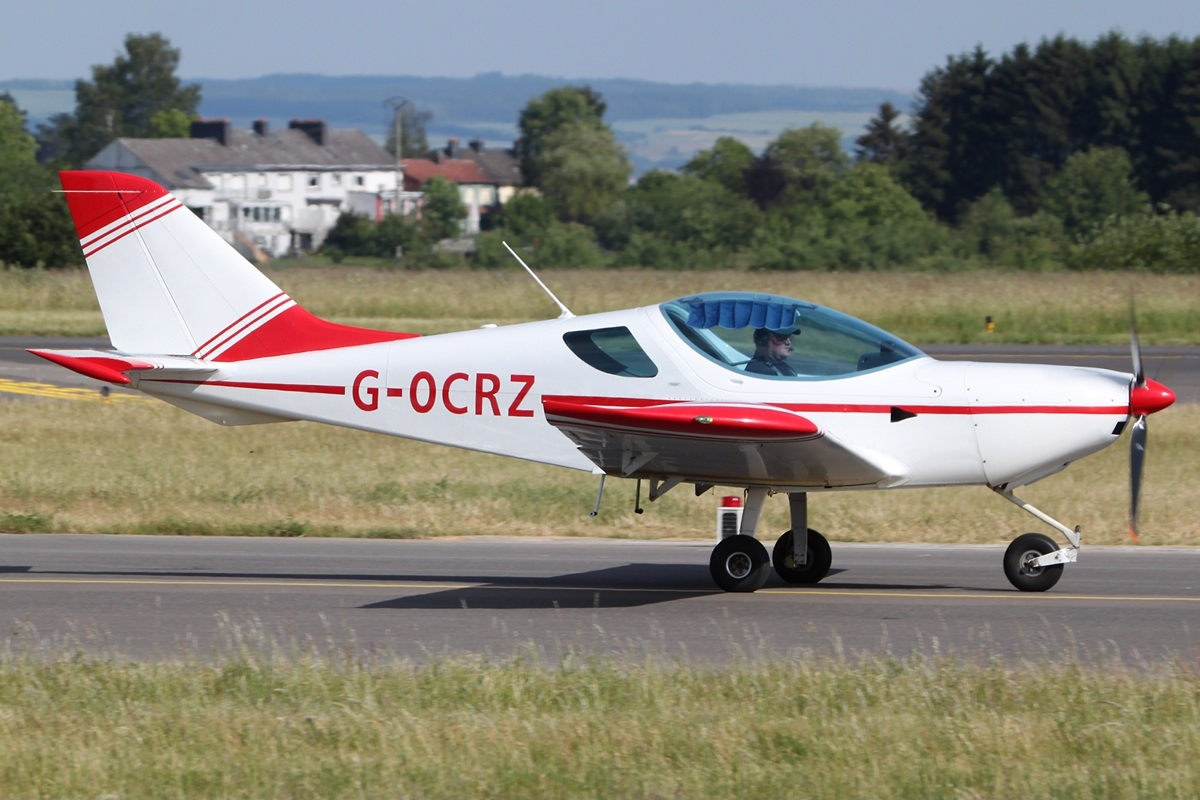
CZAW Sport Cruiser na letišti Lucemburk v roce 2011

- Maximální vzletová hmotnost: 600 kg
- Prázdná hmotnost: 388 kg
- Cestovní rychlost: 172 km/h
- Maximální rychlost: 255 km/h
- Požadovaná odletová dráha:
  - Beton: 378 m
  - Tráva: 457 m

- Požadovaná přistávací dráha:
  - Beton: 146 m
  - Tráva: 111 m

- Dolet: 953 km (min. 30 min. rezerva)

#### Podobná letadla
- Evektor SportStar
- Arion Aircraft Lightning LS-1
- Aero AT-3
- BRM Aero Bristell
- Tecnam P2002
- Europa XS Trigear
- Cessna 162
- Flight Design CTSW
- Rans S-19 Venterra
- Van's Aircraft RV-12